# Liste des médaillés aux Jeux olympiques d'hiver de 1994
Cet article liste les athlètes ayant remporté une médaille aux Jeux olympiques d'hiver de 1994 à Lillehammer en Norvège du 12 au 27 février 1994.

## Biathlon
| Épreuves                             | Or                                                                     | Argent                                                                    | Bronze                                                                     |
| ------------------------------------ | ---------------------------------------------------------------------- | ------------------------------------------------------------------------- | -------------------------------------------------------------------------- |
| Hommes                               |                                                                        |                                                                           |                                                                            |
| 10 km sprint résultats détaillés     | Sergei Tchepikov (RUS)                                                 | Ricco Groß (GER)                                                          | Sergei Tarasov (RUS)                                                       |
| 20 km individuel résultats détaillés | Sergei Tarasov (RUS)                                                   | Frank Luck (GER)                                                          | Sven Fischer (GER)                                                         |
| relais 4×7,5 km résultats détaillés  | Allemagne Sven Fischer Ricco Groß Mark Kirchner Frank Luck             | Russie Vladimir Dratchev Valeri Kirienko Sergei Tarasov Sergei Tchepikov  | France Patrice Bailly-Salins Thierry Dusserre Hervé Flandin Lionel Laurent |
| Femmes                               |                                                                        |                                                                           |                                                                            |
| 7,5 km sprint résultats détaillés    | Myriam Bédard (CAN)                                                    | Svetlana Paramygina (BLR)                                                 | Valentina Tserbe (UKR)                                                     |
| 15 km individuel résultats détaillés | Myriam Bédard (CAN)                                                    | Anne Briand (FRA)                                                         | Uschi Disl (GER)                                                           |
| relais 4×7,5 km résultats détaillés  | Russie Louiza Noskova Natalia Snytina Anfisa Reztsova Nadejda Talanova | Allemagne Uschi Disl Simone Greiner-Petter-Memm Antje Harvey Petra Schaaf | France Anne Briand Véronique Claudel Delphyne Heymann Corinne Niogret      |

## Bobsleigh
| Épreuves                         | Or                                                                     | Argent                                                        | Bronze                                                               |
| -------------------------------- | ---------------------------------------------------------------------- | ------------------------------------------------------------- | -------------------------------------------------------------------- |
| Hommes                           |                                                                        |                                                               |                                                                      |
| Bob à deux résultats détaillés   | Suisse Donat Acklin Gustav Weder                                       | Suisse Guido Acklin Reto Götschi                              | Italie Günther Huber Stefano Ticci                                   |
| Bob à quatre résultats détaillés | Allemagne Karsten Brannasch Harald Czudaj Olaf Hampel Alexander Szelig | Suisse Donat Acklin Kurt Meier Domenico Semeraro Gustav Weder | Allemagne Carsten Embach Rene Hannemann Ulf Hielscher Wolfgang Hoppe |

## Combiné nordique
| Épreuves                       | Or                                            | Argent                                                         | Bronze                                                 |
| ------------------------------ | --------------------------------------------- | -------------------------------------------------------------- | ------------------------------------------------------ |
| Hommes                         |                                               |                                                                |                                                        |
| Individuel résultats détaillés | Fred Børre Lundberg (NOR)                     | Takanori Kono (JPN)                                            | Bjarte Engen Vik (NOR)                                 |
| Par équipe résultats détaillés | Japon Masashi Abe Takanori Kono Kenji Ogiwara | Norvège Knut Tore Apeland Bjarte Engen Vik Fred Børre Lundberg | Suisse Jean-Yves Cuendet Hippolyt Kempf Andreas Schaad |

## Hockey sur glace
| Épreuves                             | Or | Argent | Bronze |
| ------------------------------------ | --- | --- | --- |
| Tournoi masculin résultats détaillés | Suède Håkan Algotsson Jonas Bergqvist Charles Berglund Andreas Dackell Christian Due-Boje Niklas Eriksson Peter Forsberg Roger Hansson Roger Johansson Tomas Jonsson Jörgen Jönsson Kenny Jönsson Patrik Juhlin Patric Kjellberg Håkan Loob Mats Näslund Stefan Örnskog Leif Rohlin Daniel Rydmark Tommy Salo Fredrik Stillman Magnus Svensson | Canada Mark Astley Adrian Aucoin David Harlock Corey Hirsch Todd Hlushko Greg Johnson Fabian Joseph Paul Kariya Christopher Kontos Manny Legace Ken Lovsin Derek Mayer Petr Nedvěd Dwayne Norris Greg Parks Allain Roy Jean-Yves Roy Brian Savage Brad Schlegel Wally Schreiber Chris Therien Todd Warriner Brad Werenka | Finlande Mika Alatalo Erik Hämäläinen Raimo Helminen Timo Jutila Sami Kapanen Esa Keskinen Marko Kiprusoff Saku Koivu Pasi Kuivalainen Janne Laukkanen Tero Lehterä Jere Lehtinen Mikko Mäkelä Jarmo Myllys Mika Nieminen Janne Ojanen Marko Palo Ville Peltonen Pasi Sormunen Mika Strömberg Jukka Tammi Petri Varis Hannu Virta |

## Luge
| Épreuves                   | Or                                 | Argent                              | Bronze                                |
| -------------------------- | ---------------------------------- | ----------------------------------- | ------------------------------------- |
| Hommes                     |                                    |                                     |                                       |
| Simple résultats détaillés | Georg Hackl (GER)                  | Markus Prock (AUT)                  | Armin Zöggeler (ITA)                  |
| Double résultats détaillés | Italie Kurt Brugger Wilfried Huber | Italie Norbert Huber Hansjörg Raffl | Allemagne Jan Behrendt Stefan Krausse |
| Femmes                     |                                    |                                     |                                       |
| Simple résultats détaillés | Gerda Weissensteiner (ITA)         | Susi Erdmann (GER)                  | Andrea Tagwerker (AUT)                |

## Patinage artistique
| Épreuves                       | Or                                        | Argent                                    | Bronze                                         |
| ------------------------------ | ----------------------------------------- | ----------------------------------------- | ---------------------------------------------- |
| Hommes                         |                                           |                                           |                                                |
| Individuel résultats détaillés | Aleksey Urmanov (RUS)                     | Elvis Stojko (CAN)                        | Philippe Candeloro (FRA)                       |
| Femmes                         |                                           |                                           |                                                |
| Individuel résultats détaillés | Oksana Baiul (UKR)                        | Nancy Kerrigan (USA)                      | Chen Lu (CHN)                                  |
| Mixte                          |                                           |                                           |                                                |
| Couples résultats détaillés    | Russie Ekaterina Gordeeva Sergueï Grinkov | Russie Artur Dmitriev Natalia Mishkutenok | Canada Isabelle Brasseur Lloyd Eisler          |
| Danse résultats détaillés      | Russie Oksana Grichtchouk Ievgueni Platov | Russie Maïa Oussova Alexandre Jouline     | Grande-Bretagne Christopher Dean Jayne Torvill |

## Patinage de vitesse
| Épreuves                     | Or                       | Argent                   | Bronze                  |
| ---------------------------- | ------------------------ | ------------------------ | ----------------------- |
| Hommes                       |                          |                          |                         |
| 500 m résultats détaillés    | Aleksandr Golubev (RUS)  | Sergey Klevchenya (RUS)  | Manabu Horii (JPN)      |
| 1 000 m résultats détaillés  | Dan Jansen (USA)         | Igor Zhelezovski (BLR)   | Sergey Klevchenya (RUS) |
| 1 500 m résultats détaillés  | Johann Olav Koss (NOR)   | Rintje Ritsma (NED)      | Falko Zandstra (NED)    |
| 5 000 m résultats détaillés  | Johann Olav Koss (NOR)   | Kjell Storelid (NOR)     | Rintje Ritsma (NED)     |
| 10 000 m résultats détaillés | Johann Olav Koss (NOR)   | Kjell Storelid (NOR)     | Bart Veldkamp (NED)     |
| Femmes                       |                          |                          |                         |
| 500 m résultats détaillés    | Bonnie Blair (USA)       | Susan Auch (CAN)         | Franziska Schenk (GER)  |
| 1 000 m résultats détaillés  | Bonnie Blair (USA)       | Anke Baier (GER)         | Qiaobo Ye (CHN)         |
| 1 500 m résultats détaillés  | Emese Hunyady (AUT)      | Svetlana Fedotkina (RUS) | Gunda Niemann (GER)     |
| 3 000 m résultats détaillés  | Svetlana Bazhanova (RUS) | Emese Hunyady (AUT)      | Claudia Pechstein (GER) |
| 5 000 m résultats détaillés  | Claudia Pechstein (GER)  | Gunda Niemann (GER)      | Hiromi Yamamoto (JPN)   |

## Saut à ski
| Épreuves                           | Or                                                                   | Argent                                                             | Bronze                                                                     |
| ---------------------------------- | -------------------------------------------------------------------- | ------------------------------------------------------------------ | -------------------------------------------------------------------------- |
| Hommes                             |                                                                      |                                                                    |                                                                            |
| Petit tremplin résultats détaillés | Espen Bredesen (NOR)                                                 | Lasse Ottesen (NOR)                                                | Dieter Thoma (GER)                                                         |
| Grand tremplin résultats détaillés | Jens Weißflog (GER)                                                  | Espen Bredesen (NOR)                                               | Andreas Goldberger (AUT)                                                   |
| Par équipe résultats détaillés     | Allemagne Christof Duffner Hansjörg Jäkle Dieter Thoma Jens Weißflog | Japon Masahiko Harada Noriaki Kasai Jinya Nishikata Takanobu Okabe | Autriche Andreas Goldberger Stefan Horngacher Heinz Kuttin Christian Moser |

## Ski acrobatique
| Épreuves                   | Or                         | Argent                  | Bronze                       |
| -------------------------- | -------------------------- | ----------------------- | ---------------------------- |
| Hommes                     |                            |                         |                              |
| Bosses résultats détaillés | Jean-Luc Brassard (CAN)    | Sergei Shupletsov (RUS) | Edgar Grospiron (FRA)        |
| Saut résultats détaillés   | Andreas Schönbächler (SUI) | Philippe LaRoche (CAN)  | Lloyd Langlois (CAN)         |
| Femmes                     |                            |                         |                              |
| Bosses résultats détaillés | Stine Lise Hattestad (NOR) | Liz McIntyre (USA)      | Elizaveta Kozhevnikova (RUS) |
| Saut résultats détaillés   | Lina Cheryazova (UZB)      | Marie Lindgren (SWE)    | Hilde Synnøve Lid (NOR)      |

## Ski alpin
| Épreuves                     | Or                            | Argent                    | Bronze                               |
| ---------------------------- | ----------------------------- | ------------------------- | ------------------------------------ |
| Hommes                       |                               |                           |                                      |
| Descente résultats détaillés | Tommy Moe (USA)               | Kjetil André Aamodt (NOR) | Ed Podivinsky (CAN)                  |
| Super-G résultats détaillés  | Markus Wasmeier (GER)         | Tommy Moe (USA)           | Kjetil André Aamodt (NOR)            |
| Géant résultats détaillés    | Markus Wasmeier (GER)         | Urs Kälin (SUI)           | Christian Mayer (AUT)                |
| Slalom résultats détaillés   | Thomas Stangassinger (AUT)    | Alberto Tomba (ITA)       | Jure Kosir (SLO)                     |
| Combiné résultats détaillés  | Lasse Kjus (NOR)              | Kjetil André Aamodt (NOR) | Harald Christian Strand Nilsen (NOR) |
| Femmes                       |                               |                           |                                      |
| Descente résultats détaillés | Katja Seizinger (GER)         | Picabo Street (USA)       | Isolde Kostner (ITA)                 |
| Super-G résultats détaillés  | Diann Roffe Steinrotter (USA) | Svetlana Gladishiva (RUS) | Isolde Kostner (ITA)                 |
| Géant résultats détaillés    | Deborah Compagnoni (ITA)      | Martina Ertl-Renz (GER)   | Vreni Schneider (SUI)                |
| Slalom résultats détaillés   | Vreni Schneider (SUI)         | Elfi Eder (AUT)           | Katja Koren (SLO)                    |
| Combiné résultats détaillés  | Pernilla Wiberg (SWE)         | Vreni Schneider (SUI)     | Alenka Dovžan (SLO)                  |

## Ski de fond
| Épreuves                             | Or                                                                     | Argent                                                                      | Bronze                                                                    |
| ------------------------------------ | ---------------------------------------------------------------------- | --------------------------------------------------------------------------- | ------------------------------------------------------------------------- |
| Hommes                               |                                                                        |                                                                             |                                                                           |
| 10 km classique résultats détaillés  | Bjørn Dæhlie (NOR)                                                     | Vladimir Smirnov (KAZ)                                                      | Marco Albarello (ITA)                                                     |
| Poursuite 15 km résultats détaillés  | Bjørn Dæhlie (NOR)                                                     | Vladimir Smirnov (KAZ)                                                      | Silvio Fauner (ITA)                                                       |
| 30 km libre résultats détaillés      | Thomas Alsgaard (NOR)                                                  | Bjørn Dæhlie (NOR)                                                          | Mika Myllylä (FIN)                                                        |
| 50 km classique résultats détaillés  | Vladimir Smirnov (KAZ)                                                 | Mika Myllylä (FIN)                                                          | Sture Sivertsen (NOR)                                                     |
| Relais 4 × 10 km résultats détaillés | Italie Marco Albarello Maurilio de Zolt Silvio Fauner Giorgio Vanzetta | Norvège Thomas Alsgaard Bjørn Dæhlie Sture Sivertsen Vegard Ulvang          | Finlande Jari Isometsä Harri Kirvesniemi Mika Myllylä Jari Räsänen        |
| Femmes                               |                                                                        |                                                                             |                                                                           |
| 5 km classique résultats détaillés   | Lioubov Iegorova (RUS)                                                 | Manuela Di Centa (ITA)                                                      | Marja-Liisa Kirvesniemi (FIN)                                             |
| Poursuite 10 km résultats détaillés  | Lioubov Iegorova (RUS)                                                 | Manuela Di Centa (ITA)                                                      | Stefania Belmondo (ITA)                                                   |
| 30 km libre résultats détaillés      | Manuela Di Centa (ITA)                                                 | Marit Mikkelsplass (NOR)                                                    | Marja-Liisa Kirvesniemi (FIN)                                             |
| 15 km classique résultats détaillés  | Manuela Di Centa (ITA)                                                 | Lioubov Iegorova (RUS)                                                      | Nina Gavriljuk (RUS)                                                      |
| Relais 4 × 5 km résultats détaillés  | Russie Lioubov Iegorova Nina Gavriljuk Larisa Lazutina Elena Välbe     | Norvège Trude Dybendahl Anita Moen-Guidon Elin Nilsen Inger-Helene Nybråten | Italie Stefania Belmondo Manuela Di Centa Gabriella Paruzzi Bice Vanzetta |

## Athlètes les plus médaillés
| Rang | Athlète                | Sport               | Médaille d'or, Jeux olympiques | Médaille d'argent, Jeux olympiques | Médaille de bronze, Jeux olympiques | Total |
| ---- | ---------------------- | ------------------- | ------------------------------ | ---------------------------------- | ----------------------------------- | ----- |
| 1    | Lioubov Iegorova (RUS) | Ski de fond         | 3                              | 1                                  | 0                                   | 4     |
| 2    | Johann Olav Koss (NOR) | Patinage de vitesse | 3                              | 0                                  | 0                                   | 3     |
| 3    | Manuela Di Centa (ITA) | Ski de fond         | 2                              | 2                                  | 1                                   | 5     |
| 4    | Bjørn Dæhlie (NOR)     | Ski de fond         | 2                              | 2                                  | 0                                   | 4     |
| 5    | Myriam Bédard (CAN)    | Biathlon            | 2                              | 0                                  | 0                                   | 2     |
| 5    | Bonnie Blair (USA)     | Patinage de vitesse | 2                              | 0                                  | 0                                   | 2     |
| 5    | Markus Wasmeier (GER)  | Ski alpin           | 2                              | 0                                  | 0                                   | 2     |
| 5    | Jens Weißflog (GER)    | Saut à ski          | 2                              | 0                                  | 0                                   | 2     |